# Sigaretornus
Sigaretornus is een geslacht van weekdieren uit de klasse van de Gastropoda (slakken).

## Soorten
- Sigaretornus disjunctus Rolán & Rubio, 2002
- Sigaretornus imperfectus (Suter, 1917) †
- Sigaretornus planorbis (Laseron, 1958)
- Sigaretornus planus (A. Adams, 1850)